# Tihomir Preradović
Tihomir Preradović (Zagreb, 6. travnja 1960.), hrvatski skladatelj i glazbeni producent.

## Rani Život
Rođen u centru Zagrebu, od predškolske dobi je pokazivao ljubav prema glazbi, zabavljajući ukućane sviranjem "air guitar" i pjevajući tada popularne radijske hitove. Na kraju prvog razreda osnovne škole, 1967. godine, dobiva na poklon od svojih roditelja, prvu akustičnu gitaru. Nakon nešto više od pola godine ima svoj prvi nastup na školskoj priredbi gdje je svirao i pjevao Yellow Submarine grupe The Beatles uz pratnju prijatelja na kartonskim gitarama i dugačkim perikama napravljenim od kudijelje. Na početku petog razreda osnovne škole, seli u Novi Zagreb gdje s prijateljima iz razreda osniva grupu Titanik koja nikad nije zaživjela, ali su Tihomir Preradović i Nikica Domijan nastavili sa svojom ljubavi prema glazbi svirajući na raznim školskim događanjima. Godine 1973. počeo je učiti gitaru kod Darka Petrinjaka, te nakon što je 1974. upisao I. gimnazija u Zagrebu, priključuje se bandu Pupak basista Damira Filipovića koji nakon nekoliko dana mijenja ime u Homo Kiborg. Odmah su počeli raditi na autorskim pjesmama i nakon dvije godine rada počinju sa svirkama na zagrebačkim natjecanjima bandova. Narednih godina marljivo vježbaju, a Damir Filipović i Tihomir Preradović rade na autorskim pjesmama.1981. godine primjećuju ih urednici Hrvatskog radija Bahrija Golubović i Tonko Jović, te ih preporučuju glazbenom producentu Hrvatskog radija Vanji Lisaku kojem se jako svidio nekonvencionalni pristup glazbi kojim su kritičari Homo Kiborg smatrali prvim eklektičnim bandom. U Homo Kiborgu je Tihomir Preradović imao priličan udio u stvaranju aranžmana. Odlaskom Damira Filipovića na odsluženje vojnog roka 1983., Tihomir u band poziva basistu tadašnje grupe "Tora" Mladena Majdaka koji, nakon povratka Damira Filipovića iz vojske, odlazi u grupu "Ritam s ovoga svijeta". 1984. godine odlazi na odsluženje obaveznog vojnog roka, te polovicom 1985. nakon povratka s vojnog roka, obnavlja Homo Kiborg. Ubrzo ga prijatelj, danas režiser Siniša Hajduk upoznaje s Jadrankom Krištof (koja je pjevala prateće vokale na prvom albumu grupe ITD Band, s kojom surađuje na jednom projektu, te je odmah poziva da se pridruži Homo Kiborgu. U isto vrijeme, upoznaje šesnaestogišnjeg basistu Antu Pecotića (danas uvaženog producenta) u kojem vidi veliki potencijal i zove ga u band dok Damir Filipović postaje gitarist. Nakon što su deset godina postojali kao trio, Tihomir i Damir odlučuju proširiti band, imaju pjevačicu te koriste puhače. S 1986. na 1987. ulaze u studio D&Z u realizaciju svog prvog albuma prilično ambiciozno i pozivaju mnoge prijatelje kao goste na snimanje. Tako im Miroslav Sedak Benčić dolazi svirati saksofon zajedno sa saksofonistom Igorom Gorkičem koji je bio član Homo Kiborga, Zdenka Kovačiček je pjevala prateće vokale, bubnjeve su svirali Miodrag Sekeli (član Homo Kiborga), Goran Markić i Željko Tučinović- Tuki. Za snimanje posuđuju tada ezoterični sampler Emulator II+ od poznatog producenta i skladatelja Vladimira Delača. Na snimanje su tada potrošili 200 sati studija, a album su odnijeli u tadašnji Jugoton (danas Croatia Records), kod urednika Vojna Kundića koji je ishvalio muzikalnost i produkciju, ali nije odlučio objaviti jer album nije bio dovoljno komercijalan za tržište. Nakon toga, pred ljeto 1987., odlaze u PGP RTB kod Aleksandra Pilipenka kojemu su album svidio te ga je odlučio izdati. Realizacija albuma se trebala dogoditi u jesen iste godine, no Damir i Tihomir odlučuju da se od snimanja albuma prošlo previše vremena i da band želi krenuti u nekom drugom smjeru te odustaju od izdavanja. No, neke pjesme su se ipak zavrtjele na radijskim postajama, pa je tako pjesma "Tri boje na nebu" došla na prvo mjesto top liste voditelja Zlatka Turkalja tad najslušanijeg radija RVG (Radio Velika Gorica). Kako band kreće u drugom smjeru, tako Damir Filipović odlazi iz banda, a Tihomir Preradović još neko vrijeme nastavlja s bandom. Band je završio s radom 1988. godine sa svirkom u Sportskoj dvorani Velika Gorica kao gosti u show programu Navis-a gdje im u "brass sekciji" altsaksofon svira Bruno Kovačić, tih godina član grupe Dan D. Početkom 80-ih paralelno je svirao u prvoj teen grupi na području tadašnje Jugoslavije "Prva ljubav".

## 1990-ih
Pred kraj osamdesetih, nedugo nakon završetka snimanja albuma za band Homo Kiborg, karijeru nastavlja kao ton majstor i ubrzo počinje producirati albume tadašnje alternativne scene među kojima su bandovi Motus, Phantasmagoria, Sin Albert, Tamnichars, Studeni Studeni...te počinje raditi s Vladimirom Delačem koji mu je ponudio suradnju na njegovim projektima, tako da je počeo pisati i aranžirati i za druge izvođače s kojima je on surađivao. U međuvremenu upoznaje Zrinka Tutića i odlazi na Jugoviziju 1990. kao gitarist i prateći vokal Massima Savića. Nedugo poslije, započinje suradnju s Zrinkom Tutićem, te sklada i aranžira za (Maju Blagdan, Severinu, Crvenu jabuku, Jasnu Zlokić, Divas, Davor Radolfi,...). U suradnji sa Zrinkom Tutićem, radi na aranžmanima i produkciji za filmsku glazbu za filmove Kad mrtvi zapjevaju i Garcia. 1992. godine piše glazbu za kratki igrani film Paranoia? redatelja Tihomira Žarna u kojem se prvi put kao glumac pojavljuje Goran Višnjić. S Matom Matišićem surađuje na produkciji glazbe za film Kako je počeo rat na mome otoku. Na prijelazu osamdesetih na devedesete započinje suradnju s Arsenom Dedićem s kojim do 2015. surađuje na nekoliko desetaka kazališnih predstava, na glazbi za seriju "Jedrima oko Svijeta" koja je niz godina emitirana na Discovery Channelu, te na još nekolicini dokumentarnih, igranih i animiranih filmova, te dobiva Porin za Najbolji album zabavne glazbe Arsena Dedić 2009. godine. 1994. godine upoznaje se s Juricom Šiškom (Jury de Simbo) koji mu dolazi s idejom da napišu jednu duhovitu, dvosmislenu pjesmu. Tako je nastala pjesma "Tko je onda dirao Pipi" koja je bila hit 1994. godine, te ju i danas mladi slušaju. 1996. godine počinje suradnju sa Zdravkom Šljivcem koji ga poziva na suradnju u produkciji međunarodnog festivala Modri Biser Rovinja 1996. i 1997. godine te za festival piše i producira duet i prvu studijsku snimku Sanji Parmać (Gelato Sisters) i Mariu Rothu (danas pjevač grupe Vigor), a od 1997. do 2004. surađuju na popularnoj emisiji Turbo Limach Show.  Kroz devedesete s Vladimirom Delačem radi na puno reklama za Kraš. 1999. godine, s Mirom Buljanom radi na albumu Emilije Kokić "S moje strane svemira".

## 2000-ih
2000. godine, u suradnji sa Zrinkom Tutićem, producira albume Željku Bebeku, Sanji Doležal, Sergiju Pavatu i Davoru Radolfiju. Iste godine, sa Zrinkom Tutićem radi špice i himnu za Europsko prvenstvo u rukometu – Hrvatska 2000. Ranih 2000.-ih piše glazbu za kratke filmove Ištvana Filakovića primjerice "Maradone iz Horvata". Početkom 2000-ih počinje raditi s mladim talentima pa 2003. započinje suradnju s Dinom Jelusićem, s kojim je iste godine Hrvatskoj donio pobjedu na Dječjoj pjesmi Eurovizije u Kopenhagenu s pjesmom Ti si moja prva ljubav. Iste godine u suradnji s Ines Prajo i Arjanom Kunštek radi produkciju za predstavnicu Bosne i Hercegovine Miju Martinu Barbarić na Pjesmi Eurovizije 2003. Iduće godine producira album "No.1" Dini Jelusiću, koji u engleskoj verziji izdaje britanska diskografska kuća EMI.  Sljedeće godine s Nikom Turković u Lillehammeru osvaja treće mjesto na Dječjoj pjesmi Eurovizije. S Dinom Jelusićem sudjeluje na mnogim međunarodnim festivalima od Kaira, preko Rumunjske, Portugala, Italije, te kao producent osvaja uglavnom prva tri mjesta. Tih godina postaje redovnim članom Hrvatskog društva skladatelja i HZSU (Hrvatska zajednica samostalnih umjetnika). 2000.-ih surađuje s Reneom Bitorajcem i Tarikom Filipovićem na "Noćima gutača reklama". Sredinom 2000.-ih počinje suradnju s Mladenom Matovićem, voditeljem i dirigentom međunarodno priznatog zbora Banjalučanke. S Matovićem, kao autorom pjesama, radi produkciju na albumima Melani Šekularac i Mikija Kojadinovića gdje je folk žanr uparen sa zapadnjačkom urbanom produkcijom što bi se moglo nazvati pretećom današnjih balkanskog popa i trepa. 2005. godine u suradnji s Matovićem radi pjesmu "Nikada više sa njom" Jacquesa Houdeka. U narednom periodu s Matovićem radi na projektima za Žanamari Perčić, Mariju Šestić. Od 2005. godine intenzivno surađuje s Darkom Juranovićem D'Knockom na brojnim reklamnim kampanjama za marketinšku agenciju Unex npr. Konzum, Pik šunku, Diners, Ledo, Pliva, Ožujsko pivo, Franck i na projektima kao što je "Papaya Motomusic", a surađuje i s inozemnim izvođačima kao što su Barbara Tucker, Joceline Brown, Two Official, londonski producent Silvastone, i rap izvođač Blak Twang pod pseudonimom Slow Mo'T. 2006. godine producira pjesmu "Sve svoje pjesme poklanjam tebi" za izbor za Dječju pjesmu Eurovizije koju je napisala i pjevala Jelena Žnidarić danas poznatija pod imenom Zsa Zsa.

## 2010-ih i 2020-ih
2010. godine producira, radi aranžmane i dijelom sklada albume slovenske pjevačice Tanje Žagar dok u suradnji s Darkom Juranovićem D'Knockom producira album makedonske pjevačice Kaliopi Poraka (koji izlazi u makedonskoj i hrvatskoj verziji); oba albuma te godine u svojim državama postaju proglašeni najboljim i najprodavanijim albumima. Iste godine radi na postumnom albumu Toše Proeskog "Još uvijek sanjam da smo zajedno - Zauvijek". Također 2010. godine surađuje sa Sandijem Cenovom. Kroz narednih nekoliko godina postaje autor brojnih domaćih reklama (Limona, Franck, Ledo Quattro...) reklama u cijeloj regiji (Lidl Srbija, Nektar Pivo), a i šire (npr. Lidl Portgual, Chernigivske pivo Ukrajina), te autor glazbe za brojne multimedijalne 3D mapping evente. 2015. godine i 2016. godine bio je u funkciji prvog savjetnika i glazbenog producenta u timu Jacquesa Houdeka u prestižnom showu The Voice Hrvatska. Nakon završetka prve sezone showa, započinje suradnju s Ninom Kraljić te radi na prvom i drugom albumu; 2016. godine je bio nominiran za Porin za Najbolji aranžman za pjesmu Zaljuljali smo svijet.
Pisao je i producirao glazbu za multimedijalni projekt o hrvatskim velikanima na području znanosti, umjetnosti i sporta za EXPO 2021 u Dubaiju.

## Nagrade
Dobitnik je diskografskih nagrada Porin 2004. za Dječji album godine, dok 2008. godine dobiva Porin za aranžman i produkciju skladbe "Prijatelj" Arsena Dedića u kategoriji "Najbolji album zabavne glazbe". 
Redovni je član Hrvatskog društva skladatelja. 
Kao studijski glazbenik u HUZIP-u ima prijavljeno nekoliko tisuća minuta snimaka kao gitarist, klavijaturist ili prateći vokal.